# Gustaf Unger
Carl Gustaf Unger, född 8 november 1920 i Stockholm, död 28 juli 1995 i Köpenhamn, var en svensk dansare, skådespelare, journalist och filmproducent. Han använde tillsammans med sin tvillingbror Bertil Unger pseudonymen Unger Twins.
Gustaf Unger var son till kapten Ewert Unger och Harriet Ringström. Han emigrerade tillsammans med brodern till USA 1947, där han var verksam i Hollywood. 
Han var gift första gången 1942–1945 med skådespelaren Vera Valdor (född 1918) och andra gången 1945–1948 med konstnären Ingrid von Dardel (1922–1962), dotter till konstnären Nils Dardel och Thora Dardel Hamilton. Gustaf Unger gifte sig 1972 med danskan Lisbeth Petersen, dotter till  snickare Kurt Petersen. I andra giftet föddes sonen Henry Unger.

## Filmografi i urval roller
- 1938 – Julia jubilerar
- 1940 – Kyss henne!
- 1940 – Snurriga familjen
- 1940 – Gentleman att hyra
- 1959 – Rymdinvasion i Lappland
- 1976 – Nä, nu blommar de'!
- 1977 – Världens störste älskare
- 1983 – Ett bord för fem

## Producent i urval
- 1959 – Rymdinvasion i Lappland
- 1960 – Demon Street 13. The Vine of Death
- 1960 – Demon Street 13. The Girl in the Glacier
- 1960 – Demon Street 13. A Gift of Murder